# 3.º Regimiento Antiaéreo de Asalto
El 3.º Regimiento Antiaéreo de Asalto (Flak-Sturm-Regiment. 37 (mot.)) fue una unidad de la Luftwaffe durante la Segunda Guerra Mundial.

## Historia
Fue formado en abril de 1944, a partir del 37.º Regimiento Antiaéreo.
Control de las siguientes unidades bajo el III Cuerpo Antiaéreo (abril de 1944):
- mixta II Grupo/22.º Regimiento Antiaéreo
- mixta II Grupo/64.º Regimiento Antiaéreo
- 84.º Batallón Ligero Antiaéreo

El 18 de junio de 1944 todos los batallones se convierten en batallones antiaéreos de asaslto. El batallón a veces aparece como I Grupo, III Grupo/3.º Regimiento Antiaéreo de Asalto, pero esto nunca se hizo oficial, y las unidades se mantuvieron bajo sus nombres antiguos hasta el final.

## Comandantes
- Coronel Oskar Schöttl – (24 de abril de 1944 – agosto de 1944)
- Teniente coronel Johann Büttner – (agosto de 1944 – 2 de noviembre de 1944)
- Mayor Max Franz – (2 de noviembre de 1944 – 14 de enero de 1945)
- Coronel Wilhelm Fuchs – (15 de enero de 1945 – mayo de 1945)

## Servicios
- abril de 1944 – junio de 1944: cerca del Somme estuary (III Cuerpo Antiaéreo).
- junio de 1944 – agosto de 1944: en Normandia (III Cuerpo Antiaéreo).
- 1 de octubre de 1944: bajo el III Cuerpo Antiaéreo.
- 1 de noviembre de 1944: bajo la 2.ª División Antiaérea con el Stab, 2., 3., 5./mixta I Grupo/16.º Regimiento Antiaéreo (motorizada); mixta II Grupo/52.º Regimiento Antiaéreo (motorizada); mixta II Grupo/22.º Regimiento Antiaéreo (motorizada); mixta II Grupo/64.º Regimiento Antiaéreo (motorizada); 79.º Regimiento Ligero Antiaéreo (motorizada); Stab, 2., 3./80.º Regimiento Ligero Antiaéreo (Sf); 1., 2., 4./mixta I Grupo/20.º Regimiento Antiaéreo (motorizada); 2./95.º Regimiento Ligero Antiaéreo (motorizada) y 84.º Regimiento Ligero Antiaéreo (Sf).
- noviembre de 1944: en el área de Eifel, XIV Comando Aéreo.
- 1 de diciembre de 1944: bajo la 2.ª División Antiaérea con mixta II Grupo/22.º Regimiento Antiaéreo (motorizada), mixta II Grupo/64.º Regimiento Antiaéreo (motorizada) y 84.º Regimiento Ligero Antiaéreo (Sf).